# Thorsten Näter
Thorsten Näter (* 1953 in Hamburg) ist ein deutscher Drehbuchautor und Regisseur für das Medium Fernsehfilm.

## Werk
Näter erhielt in den Jahren 1967 bis 1972 eine Ausbildung in den Fächern Violine, Viola und Klavier am Konservatorium Lübeck und an der Staatlichen Musikhochschule in Berlin, zeitweise parallel dazu in klassischem Tanz und Pantomime. Er ist ein Absolvent der Hochschule für Fernsehen und Film in München (Studium von 1974 bis 1978).
Seit 1978 arbeitete er für eigene Filme als Autor, Regisseur und Filmeditor. Er war fünf Jahre als Dozent für Filmschnitt an der dffb in Berlin tätig. Die Thorsten Näter Filmproduktion produzierte die Filme Sturzflug (1989), Zeit der Stille (1986), Der Sprung (1985) und Mario und der Zauberer (1994).
Näter profilierte sich als Drehbuchautor und Regisseur für Kriminalfilme in Fernsehserien wie Tatort, Bella Block (mit Hannelore Hoger) und Doppelter Einsatz (mit Despina Pajanou), Der Dicke und Bloch (mit Dieter Pfaff), Die Kanzlei (mit Sabine Postel und Herbert Knaup) und Ein starkes Team (mit Maja Maranow und Florian Martens).
Sein Fernsehfilm Gegen den Strom (mit Ben Becker) wurde 1997 für die Wettbewerbe des Fernsehfilm-Festival Baden-Baden nominiert, ebenso seine Tatort-Folge Schatten im Jahr 2002, die auch für den Adolf-Grimme-Preis nominiert war.
1999 wurde seine Arbeit Delta Team – Auftrag geheim! für den Deutschen Fernsehpreis in der Kategorie Beste Regie in einer Fernseh-Serie nominiert. 2003 erhielt Mit dem Rücken zur Wand (mit Burghart Klaußner und Udo Schenk) in der Kategorie Beste Regie – Fernsehfilm/Mehrteiler eine Nominierung für den Deutschen Fernsehpreis. Sein Film Einfache Leute (mit Barbara Auer, Tom Schilling und Klaus J. Behrendt) wurde auf dem Filmfest Emden in der Reihe Neue deutsche Filme gezeigt.
2008 entstand nach seinem Drehbuch und unter seiner Regie der Mystery-Thriller Die Toten vom Schwarzwald mit Heino Ferch und Nadja Uhl in den Hauptrollen, der 2010 im ZDF lief. Bei dem 2014 vom ZDF ausgestrahlten Psycho-Thriller Verhängnisvolle Nähe mit Anja Kling und Thomas Sarbacher war Näter neben der Regie wiederum auch für das Drehbuch verantwortlich.
Thorsten Näter ist mit der Schauspielerin Katrin Pollitt verheiratet.

## Filmografie (Auswahl)
- 1985: Der steinerne Fluß (Drehbuch & Regie); Jugendfilm über den Bau einer Autobahn
- 1986: Zeit der Stille (Buch, Regie, Schnitt)
- 1992: Ghetto-Cops (Drehbuch & Regie); dreiteilige Miniserie
- 1993: Die Bombe tickt (Buch, Regie, Schnitt)
- 1997: Frauen morden leichter – ZDF-Reihe (Specials, Regie)
- 1997: Gegen den Strom (Buch, Regie, Schnitt)
- 1997: Napoleon Fritz (Co-Autor, Regie)
- 1997: Die Straßen von Berlin: zwei Folgen (Regie, Schnitt)
- 1998: Totalschaden (Buch, Regie)
- 1998: Die Außenseiter (Delta Team) – Pilotfilm für eine Actionserie (Buch, Regie, Schnitt)
- 1999: Bangkok – Ein Mädchen verschwindet (Regie und Co-Autor)
- 1999: Die Außenseiter (Delta Team) (zwei Bücher für die Serie)
- 2000: Verhängnisvolles Glück (Regie)
- 2001: Doppelter Einsatz – Das Alibi (Regie)
- 2001: Liebe. Macht. Blind. (Regie)
- 2001: Tatort – Kalte Wut (Buch, Regie, Schnitt)
- 2001: Doppelter Einsatz: Im Visier der Bestie (Buch, Regie)
- 2001: Doppelter Einsatz – Verraten und verkauft (Regie)
- 2002: Mit dem Rücken zur Wand (Buch, Regie)
- 2002: Tatort – Schatten (Buch, Regie)
- 2002: Doppelter Einsatz – Langer Samstag (Buch, Regie)
- 2002: Doppelter Einsatz – Heiße Fracht (Buch)
- 2003: Bella Block: Kurschatten  (Regie)
- 2003: Doppelter Einsatz – Harte Bandagen (Buch, Regie)
- 2004: Bella Block: Hinter den Spiegeln (Buch, Regie)
- 2004: Tatort: Abschaum (Buch, Regie)
- 2004: Wilsberg – Tödliche Freundschaft (Buch, Regie)
- seit 2005: Der Dicke bzw. Die Kanzlei (Buch)
- 2005: Tatort – Dunkle Wege (Buch)
- 2005: Tatort – Todesengel (Buch/Regie)
- 2005: Tatort – Requiem (Buch/Regie)
- 2005: Einfache Leute (Regie)
- 2005: Doppelter Einsatz – Gefährliche Liebschaft (Buch/Regie)
- 2006: Die Abrechnung (Regie)
- 2006: Doppelter Einsatz – Schatten der Vergangenheit
- 2006: Das Duo: Der Sumpf (Regie/Co-Autor)
- 2006: Wilsberg – Tod auf Rezept (Buch)
- 2007: Tatort – Schwelbrand (Buch/Regie)
- 2007: Tatort – Spätschicht (Buch/Regie)
- 2008: Eine Nacht im Grandhotel (Regie)
- 2008: Bloch – Die blaue Stunde (Buch/Regie)
- 2008: Späte Rache – Eine Familie wehrt sich (Buch/Regie)
- 2009: Polizeiruf 110 – Tod im Atelier (Buch/Regie)
- 2010: Tatort – Königskinder (Buch/Regie)
- 2010: Die Toten vom Schwarzwald (Buch/Regie)
- 2010: Polizeiruf 110 – Leiser Zorn (Buch/Regie)
- 2011: Tatort – Stille Wasser (Buch/Regie)
- 2011: Ein starkes Team – Tödliches Schweigen (Buch/Regie)
- 2011: Am Ende die Hoffnung
- 2013: Stiller Abschied (Buch)
- 2013: Mord nach Zahlen (Buch/Regie)
- 2014: Verhängnisvolle Nähe (Buch/Regie)
- 2014: Ein starkes Team: Alte Wunden (Buch/Regie)
- 2015: Auf der Straße (Regie)
- 2015: Der Bozen-Krimi – Das fünfte Gebot (Regie)
- 2016: Die letzte Reise (Buch)
- 2016: Kommissarin Heller: Nachtgang (Buch)
- 2017: Der Bozen-Krimi – Am Abgrund (Regie)
- 2017: Matula (Regie)
- 2018: Matula – Der Schatten des Berges (Regie)
- 2018: Jenseits der Angst (Buch/Regie)
- 2020: Der Bozen-Krimi: Blutrache (Regie)
- 2021: Tödliche Gier (Buch/Regie)
- 2022: Die Kanzlei – Reif für die Insel
- 2022: Die Schule der magischen Tiere 2 (Drehbuch)
- 2024: Die Schule der magischen Tiere 3 (Drehbuch)